# Evaline Hilda Burkitt

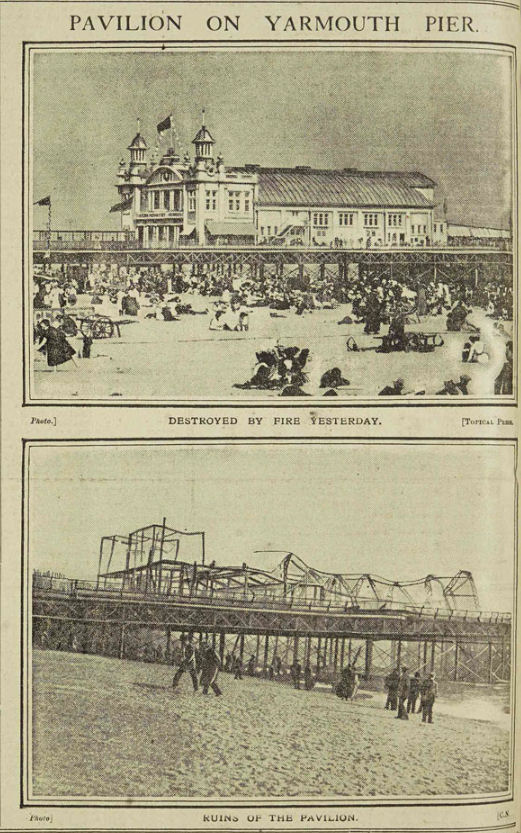
Pavilion am Britannia Pier in Great Yarmouth vor und nach Burkitts Brandanschlag 1914

Evaline Hilda Burkitt (* 19. Juli 1876 in Wolverhampton, West Midlands; † 7. März 1955 in Blackburn, Lancashire) war eine englisch-britische Suffragette. Als militantes Mitglied der Women’s Social and Political Union (WSPU) trat sie im Gefängnis in den Hungerstreik und war die erste Suffragette, die zwangsernährt wurde. Zwischen 1909 und 1914 wurde sie 292 Mal zwangsernährt und war die letzte Frau, die im Holloway Prison so behandelt wurde.

## Leben
Burkitt wurde als fünftes von neun Kindern von Laura Burkitt (geborene Clews, 1843–1909) und Reuben Lancelot Burkitt (1847–1928) geboren. Die Kinder wurden gut ausgebildet, auch die Mädchen. Burkitt interessierte sich für Lesen, Handarbeiten und Gartenarbeit. Sie lebte bei ihren wohlhabenden Großeltern Clarissa und Charles Burkitt, bis sie 25 Jahre alt war, und zog dann zu ihrer Familie zurück, die nach Birmingham gezogen war. Sie zog zu ihrer älteren Schwester Christobel, deren Ehemann Frederick und dem gemeinsamen Baby Kathleen. Burkitt begann eine Arbeit als Sekretärin in Sparkbrook in Birmingham.
Burkitt trat 1907 der Women’s Social and Political Union (WSPU) bei, nachdem sie Reden von Nell Kenney und Emmeline Pankhurst gehört hatte. Als 1908 der Birminghamer Zweig der WSPU eröffnet wurde, übernahm Burkitt die Leitung der Werbekampagne in den Midlands. Während ihrer militanten Zeit benutzte sie häufig den Nachnamen „Byron“. Eine weitere Schwester, Ida Lillian Burkitt (1872–1962), war Schauspielerin, Fotografin und Suffragette, die unter ihrem Künstlernamen „Ida Cunard“ zu einer sechswöchigen Haftstrafe im Holloway Prison verurteilt wurde, weil sie zu den sechs Frauen gehörte, die 1908 versuchten, das Unterhaus zu betreten. Beide Schwestern, Lillian und Christobel, gehörten zu den 50 Frauen, die am 11. Februar 1908 verhaftet wurden.
Burkitt wurde 1909 viermal verhaftet, zuletzt im September, als sie einen Stein gegen das Fenster des Zuges von Premierminister H. H. Asquith warf, als dieser den Bahnhof Birmingham New Street verließ, nachdem er Birmingham besucht hatte, um an einer Veranstaltung in Bingley Hall teilzunehmen, die nur Männer zugelassen hatte. Trotz starker Polizeipräsenz war es den Suffragetten gelungen, auf ein nahe gelegenes Dach zu klettern, von wo aus sie Schieferschindeln auf ihn warfen. Vor Gericht betonte Burkitt die politische Motivation für ihr Handeln. Als Burkitt, Mabel Capper, Mary Leigh, Charlotte Marsh, Laura Ainsworth, Ellen Barnwell, Leslie Hall und Patricia Woodlock im Gefängnistransporter am Winson Green Prison ankamen, um ihre Strafe anzutreten, „sangen sie, wehrten sich, drohten, die Gefängnisleitung anzugreifen, und kündigten an, sie würden nicht in die Zellen gehen oder sich ausziehen, bis sie in der ersten [poitischen] Abteilung untergebracht seien“. Alle traten sofort in den Hungerstreik und wurden zwangsernährt, wobei Burkitt die erste war; sie musste dies zwischen 1909 und 1914 insgesamt 292 Mal über sich ergehen lassen. Während ihrer Zeit im Gefängnis sprach sie sich gegen die ihrer Meinung nach unmenschliche Behandlung aus. Bei ihrer Entlassung aus dem Gefängnis am 18. Oktober 1909 rief sie einer kleinen Menschenmenge, zu der auch Reporter gehörten, ein trotziges „Votes for Women“ zu. Bei einem Empfang der WSPU am 5. November 1909 wurde Burkitt die sogenannten „Hungerstreikmedaille“ For Valour verliehen.
Im Jahr 1912 wurde sie wegen Einschlagens von Fenstern zu vier Monaten Haft verurteilt, wurde aber nach einem Hungerstreik aus medizinischen Gründen entlassen. Im November 1913 wurde sie in Leeds verhaftet, weil sie zusammen mit Clara Giveen versucht hatte, die Tribüne des Leeds Football Ground niederzubrennen; sie trat erneut in den Hungerstreik und wurde im Dezember 1913 aus dem Gefängnis entlassen. Burkitt organisierte in jenem Jahr auch für einige Monate den WSPU-Zweig in Stoke-on-Trent.
Nach ihrer temporären Entlassung aus dem Gefängnis in Leeds im Rahmen des sogenannten Cat and Mouse Acts gelang es Burkitt, einer Wiederverhaftung zu entgehen, bis sie 1914 zusammen mit ihrer Mitstreiterin Florence Tunks zwei Weizenstapel auf der Bucklesham Farm im Wert von 340 Pfund, den Pavillon am Britannia Pier in Great Yarmouth und das Bath Hotel in Felixstowe in Brand steckte, wobei letzteres einen Schaden von 36.000 Pfund erlitt. Weder im Pavillon noch im Hotel befanden sich zum Zeitpunkt des Anschlags Menschen. Die beiden Frauen weigerten sich, vor Gericht Fragen zu beantworten, und saßen während des gesamten Verfahrens mit dem Rücken zu den Richtern auf einem Tisch und unterhielten sich.
Am 29. Mai 1914 wurde Burkitt zu einer zweijährigen Haftstrafe im Ipswich Prison verurteilt, Tunks zu neun Monaten. Burkitt schlug dem Richter höhnisch vor, er solle die black cap aufsetzen und sie zum Tode verurteilen. Im Gefängnis trat sie in einen Hunger- und Durststreik und wurde während ihrer gesamten Untersuchungshaft zwangsernährt, bevor sie in das Holloway Prison verlegt wurde. Mary Richardson war mit Burkitt  im Gefängnis und schrieb einen Brief über sie, der in The Suffragette erschien: „[In] Rufweite, sitzt Hilda Burkitt, die jetzt sehr schwach ist. Sie hat a stone [mehr als 6 kg] abgenommen. Bei jeder Fütterung wird ihr schlecht. Seit über zwei Wochen wird sie viermal am Tag gefüttert, um neun, zwölf, vier und acht Uhr. Neben ihr steht Florence Tunks. […] zwei Zähne sind ihr gebrochen, sie ist allgemein erschöpft und kann nicht länger als ein paar Minuten ohne Schwindelgefühl stehen.“ Obwohl sie sich im Gefängnis ansonsten bei guter Gesundheit hielt, klagte Burkitt regelmäßig über nächtliche Brustschmerzen, die laut den Gefängnisbehörden auf Verdauungsstörungen zurückzuführen waren. Gleichzeitig wurde ihr Gewichtsverlust registriert, bis Mitte Juli 1914 wog sie weniger als 45 kg. Es wurde oft notiert, dass Burkitt während der Zwangsernährung „hysterisch“ war.
Am 7. August 1914 beantragte Burkitt beim Innenministerium die Freilassung und schrieb: „Ich bin seit dem 28. April im Gefängnis und bin während der ganzen Zeit zwangsernährt worden, bisher 292 Mal.“ Burkitt bat darum, ihre Petition schnell zu bearbeiten, denn sollte sie sterben, läge die Verantwortung beim Staat. Sie aber bereit, ihr „Leben hinzugeben, um die Freiheit ihres Geschlechts herbeizuführen“. Sie wurde am 1. September 1914 aus dem Gefängnis entlassen, nachdem sie eine Garantie abgegeben hatte, dass sie sich nicht wieder an militanten Aktivitäten beteiligen würde. Sie war die letzte Suffragette, die im Holloway Prison zwangsernährt wurde.
1916 heiratete sie Leonard Mitchener (1889–1960), die Ehe wurde später wieder aufgelöst. 1939 lebte sie in St Albans als „Konditorin und Kuchenbäckerin“. Ihre Familie beschrieb sie als sanfte, ruhige Person, die nur dann wütend wurde, als ihr die Aufnahme eines Kredits ohne männlichen Bürgen verweigert wurde.
In ihren späteren Jahren lebte sie mit ihrer Schwester Ida in Morecambe. Burkitt starb 1955 im Blackburn Royal Infirmary in Lancashire.
Im Jahr 2014 enthüllte die Felixstowe Society eine Blue Plaque, die an den Brandanschlag auf das Bath Hotel vor hundert Jahren, im Jahr 1914 erinnert.
Von November bis Dezember 2018 wurde eine Kunstinstallation mit einem Porträt von Burkitt im Bahnhof Birmingham New Street aufgestellt, wo sie 1909 einen Stein auf Asquiths Zug geworfen hatte. Bei dem Kunstwerk mit dem Namen „The Face of Suffrage“ handelt es sich um ein 200 Meter großes Fotomosaik, das auf einem Foto von Burkitts älterer Schwester Ida basiert. Das Kunstwerk wurde von der Künstlerin Helen Marshall von The People's Picture aus 3.724 Fotografien von Frauen aus den West Midlands aus der Zeit um 1900 sowie aus Bildern moderner Frauen geschaffen, um den hundertsten Jahrestag der Gewährung des Frauenwahlrechts zu feiern.